# Poncirine
La poncirine est un polyphénol de la famille des flavanones. C'est plus précisément le néohespéridoside (un hétéroside) d'une flavanone, l'isosakuranétine.
Elle est naturellement présente chez certains agrumes à qui elle donne son amertume, en particulier au niveau des pépins.
La poncirine aurait des propriétés anti-microbiennes, antibactériennes et fongicides sans effet toxique sur les êtres humains mais les études indépendantes semblent manquer, au moins sur la substance isolée. Il est question surtout d'extraits de pépins qui contiennent énormément d'autres substances proches.
D'autres hétérosides de flavanones existent aussi dans la pulpe, comme pour le pamplemousse, avec la néohespéridine et la naringine, la plus amère.